# Tanya Muzinda
Tanyaradzwa Adel Muzinda, née le 30 avril 2004, est une sportive zimbabwéenne de moto-cross, qui  donne à ce sport et sa pratique par les jeunes femmes une notoriété grandissante en Afrique australe.

## Biographie
Muzinda naît à Harare en 2004. Elle commence à faire de la moto à l'âge de cinq ans encouragée par son père, Tawanda,. Sa mère s'appelle Adiyon et Tanya Muzinda est l’aînée d’une fratrie de quatre enfants.
En 2017, après avoir s’être distinguée dans plusieurs compétitions de son pays, elle participe à sa première course à l'étranger, dans le Championnat britannique Master Kids de HL Racing qui se tient sur la piste Motoland près de Mildenhall. Elle arrive troisième.
L'union africaine la reconnaît comme la sportive junior de l'année en 2018. Fin 2019, elle déménage avec sa famille en Floride, soutenue par la pilote Italienne de moto-cross Stefy Bau (en), triple championne du monde, avec qui elle est en contact depuis 2013 et qui l’a entraînée. Bau devient sa manager.
Faisant bénéficier son sport de sa notoriété, Tanya Muzinda est également ambassadrice honoraire de l'Union européenne pour la jeunesse, le genre, les sports et le développement au Zimbabwe,.
Ses gains lui permettent de payer les frais de scolarité d’enfants à Harare,.
En 2021, elle figure parmi la liste annuelle des 100 femmes remarquables de la BBC.